# Saxifraga gemmulosa
Saxifraga gemmulosa là một loài thực vật có hoa trong họ Saxifragaceae. Loài này được Boiss. miêu tả khoa học đầu tiên năm 1838.